# Calamarca
Calamarca (ortografia hispanizada) ou Qala Marka ("lugar de pedra" - do aimará "qala" e "marka", que significam "pedra" e "cidade, lugar ou terra") é uma cidade no departamento de La Paz, na Bolívia. É a sede do Município de Calamarca, a quarta seção municipal da Província de Aroma. Encontra-se no Altiplano no lado leste da estrada principal entre La Paz e Patacamaya, cerca de 60km ao sul de La Paz.
Calamarca tem uma igreja do final do século XVI com um altar de prata trabalhado em estilo rococó e dois retábulos rococó. Ela também contém a maior quantidade preservada de pinturas coloniais de Anjos arcabuzeiros em um mesmo local.

## Pessoas notáveis
- Rosmery Mollo - ativista de saúde reprodutiva.